# Cicadula ciliata
Cicadula ciliata är en insektsart som beskrevs av Henry Fairfield Osborn 1898. Cicadula ciliata ingår i släktet Cicadula och familjen dvärgstritar. Inga underarter finns listade i Catalogue of Life.